# Măng đắng
Măng đắng, tên khoa học Indosasa crassiflora, là một loài thực vật có hoa trong họ Hòa thảo. Loài này được McClure mô tả khoa học đầu tiên năm 1940.